# Tempel (cráter)
Tempel es el remanente de un cráter de impacto lunar, cuyo borde externo ha sido erosionado, indentado y remodelado por impactos posteriores y flujos de lava. Está unido al borde oriental del cráter Agrippa, en un área que ha resurgido por efecto de antiguos flujos de lava. Más de 40 km al suroeste aparece Godin, y 25 km al este se encuentra el pequeño cráter en forma de cuenco Whewell.
|  |

Su diámetro es de 45 km de largo y tiene 1300 metros de profundidad. Además, cubre un área de más de 600 km², y su perímetro es de alrededor de 100 km.
Presenta una brecha en el borde noroeste que forma una protrusión que sigue el borde de Agripa. Existen lagunas más pequeñas en el borde sur, y la superficie interior relativamente plana del cráter está unida por estas hendiduras en forma de valle al exterior cubierto de lava. Desde aquí el flujo se puede seguir hacia el este, hasta que se une al Mare Tranquillitatis. Poco del borde original permanece intacto, y la formación es ahora una serie irregular y vagamente circular de lomas redondeadas.
El cráter lleva el nombre del astrónomo Ernest W. Leberecht Tempel, descubridor entre otros de los cometas 9P/Tempel 1 (Tempel 1) y 10P/Tempel (Tempel 2).

## Referencias

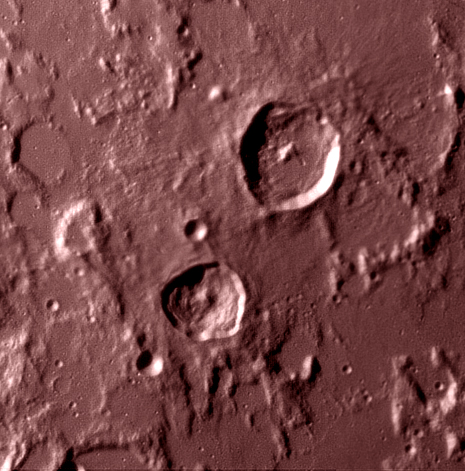
Godin (izquierda) y Agrippa (arriba); con Tempel adosado a su derecha (Instantánea del Telescopio Óptico Nórdico)